# Debaser
Debaser è un brano musicale del gruppo rock statunitense Pixies. La canzone è inclusa nell'album Doolittle del 1989, ma è stata pubblicata come singolo nel 1997 per promuovere la raccolta Death to the Pixies.

## Tracce
Debaser – Demo
1. Debaser (Demo) – 2:59
2. No. 13 Baby (Demo) – 3:10

Debaser – Live
1. Debaser (Live in Chicago, August 10, 1989) – 2:44
2. Holiday Song (Live in Chicago, August 10, 1989) – 2:10
3. Cactus (Live in Chicago, August 10, 1989) – 2:27
4. Nimrod's Son (Live in Chicago, August 10, 1989) – 3:08

Debaser – Studio
1. Debaser – 2:52
2. Bone Machine (Live in Netherlands, 1990) – 3:03
3. Gigantic (Live in Netherlands, 1990) – 3:24
4. Isla de Encanta (Live in Netherlands, 1990) – 1:44